# The Haçienda

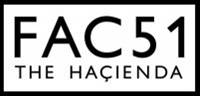
FAC 51 Haçienda

Fac 51 Haçienda, eller oftast bara The Haçienda, var under 1980-talet och tidiga 1990-talet en berömd nattklubb i Manchester, grundad av bandet New Order, deras manager Rob Gretton samt Tony Wilson. Klubben hade starka band till skivbolaget The Factory och "FAC 51" syftar på klubbens plats i skivbolagets utgivningskatalog.
Haçienda öppnade dörrarna 1982 och låg i centrum i hörnet av Whitworth Street West och Albion Street. Haçienda finansierades till stora delar av inkomster från New Orders skivförsäljning, men kämpade med ständiga skulder och ekonomiskt underskott. Klubben fick under 1990-talet problem med gängbråk och knarklangare och stängdes slutligen 1997. På platsen finns nu ett lyxlägenhetskomplex med samma namn.
Klubbens historia skildrades tillsammans med människorna bakom The Factory i Michael Winterbottoms film 24 Hour Party People.